# Oranje Baretten
De Oranje Baretten was een loyaliteitsprogramma van de Koninklijke Landmacht, gericht op jongeren van 11 tot 16 jaar. Dit programma was controversieel, omdat hiermee kinderen schijnbaar werden geworven en een te positief beeld werd geschetst. In 2011 gaf de Minister van Defensie nog aan dat hij het programma niet wilde stopzetten. Op dat moment waren er ongeveer 10.000 leden. Echter werd kort daarop het programma alsnog stopgezet en verwees de oorspronkelijke website van de Oranje Baretten door naar een werkstukkenpagina van Defensie.